# Marie-Laure de Deckerová
Marie-Laure de Deckerová (nepřechýleně Marie-Laure de Decker; 2. srpna 1947 – 15. července 2023) byla francouzská fotografka. Byla uznávána za své válečné fotografie, včetně jejího zpravodajství o válce ve Vietnamu. Zabývala se také konflikty v zemích jako Jemen, Čad a Jižní Afrika. Kromě válečné fotografie byla de Deckerová významnou portrétní fotografkou známou svými portréty významných francouzských osobností.

## Životopis
Marie-Laure de Deckerová se narodila 2. srpna 1947 v Bône ve francouzském Alžírsku (nyní Annaba, Alžírsko). Když jí bylo dvacet let, pracovala jako modelka. Při své práci se setkala s fotografem Dominiquem Merlinem a viděla záběry, které pořídil pro The Anderson Platoon, dokument o válce ve Vietnamu. Inspirována jeho prací se naučila vyvolávat film a stala se fotografkou. Aby začala v oboru, vystopovala umělce, které obdivovala, jako jsou Man Ray a Marcel Duchamp, a požádala je, aby je mohla vyfotografovat.
De Deckerová se začala věnovat válečné fotografii, když se připojila k týmu časopisu Newsweek v Saigonu, aby dokumentovala válku ve Vietnamu. Poté se věnovala konfliktům v několika dalších zemích, jako je Jemen, Čad a Jižní Afrika. Navštívila Jižní Afriku, aby informovala o rasovém konfliktu v zemi, kde se setkala s Nelsonem Mandelou. Zatímco byla v Čadu, intenzivně se stýkala s lidmi z Wodaabe. Ráda spolupracovala s Wodaabe, protože byli jednou z mála skupin, které nebyly zapojeny do vojenského konfliktu, a přála si zachovat jejich kulturu prostřednictvím fotografování, protože jejich populace klesala.
De Deckerová se v 90. letech přestěhovala do domu poblíž Rabastens, kde jako dítě trávila čas na návštěvě u své tety. V roce 2002 uspořádala výstavu pro své fotografie města. De Deckerová se provdala za právníka Thierryho Levyho a měla dva syny. V roce 1971 začala pracovat jako fotografka pro agenturu Gamma a pokračovala až do roku 2009. Po práci s Gammou se zapojila do právního sporu o zachování práv na fotografie, které pro agenturu pořídila, o která nakonec přišla. Za válečnou fotografii jí byla v roce 2013 udělena mezinárodní cena Albert Kahn International Planet Prize. Zemřela v Toulouse dne 15. července 2023 ve věku 75 let

## Fotografie
De Deckerová byla mezinárodně uznávána za svou válečnou fotografii a nejvíce je ztotožňována se svými fotografiemi z války ve Vietnamu. Během své kariéry důsledně používala fotoaparáty Leica a rozhodla se, že se nebude učit digitální fotografii, protože ji považovala za příliš komplikovanou.
De Deckerová byl také aktivní v portrétní fotografii, včetně častých selfie. Na mnoha jejích fotografiích byly celebrity. Preferovala válečnou fotografii a k financování svých cest do zahraničí používala fotografie celebrit. Mezi celebrity, které se staly předmětem jejích fotografií, patří vizuální umělci jako Man Ray a Marcel Duchamp, spisovatelé jako Philippe Soupault, herci jako Catherine Deneuve a Charlotte Rampling, hudebníci jako Serge Gainsbourg a politické osobnosti jako princezna Caroline z Monaka a Valéry Giscard d'Estaing.